# Núi Sóc
Núi Sóc (còn gọi là núi Mã, núi Đền, núi Vệ Linh) là ngọn núi lớn đầu tiên của dãy Tam Đảo về phía đông nam, nằm trên địa phận huyện Sóc Sơn, thành phố Hà Nội, Việt Nam.

## Tên gọi
Sóc (朔) là một từ Hán Việt cổ, có nghĩa là phương bắc. 
Tên gọi này có thể xuất phát từ vị trí địa lý - đỉnh núi Sóc nằm gần như theo hướng chính Bắc so với Kinh thành Thăng Long xưa, và núi Sóc từ lâu cũng đã có vị trí quan trọng trong đời sống văn hóa tâm linh của người Việt - là nơi ngự của Phù Đổng Thiên Vương (Thánh Gióng), một trong Tứ bất tử.

## Địa lý

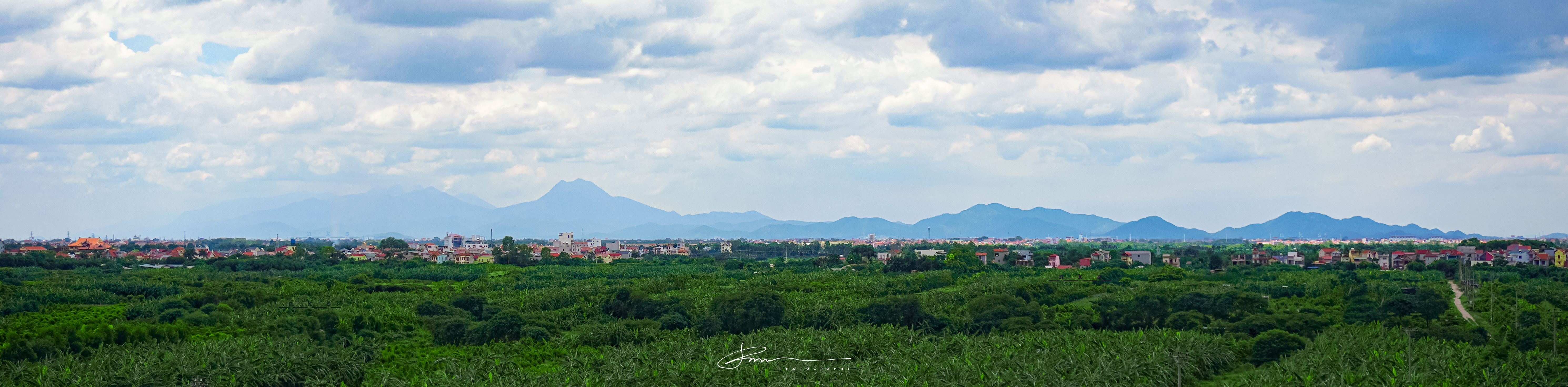
Toàn cảnh dãy Tam Đảo, núi Sóc là ngọn núi đầu tiên bên phải.

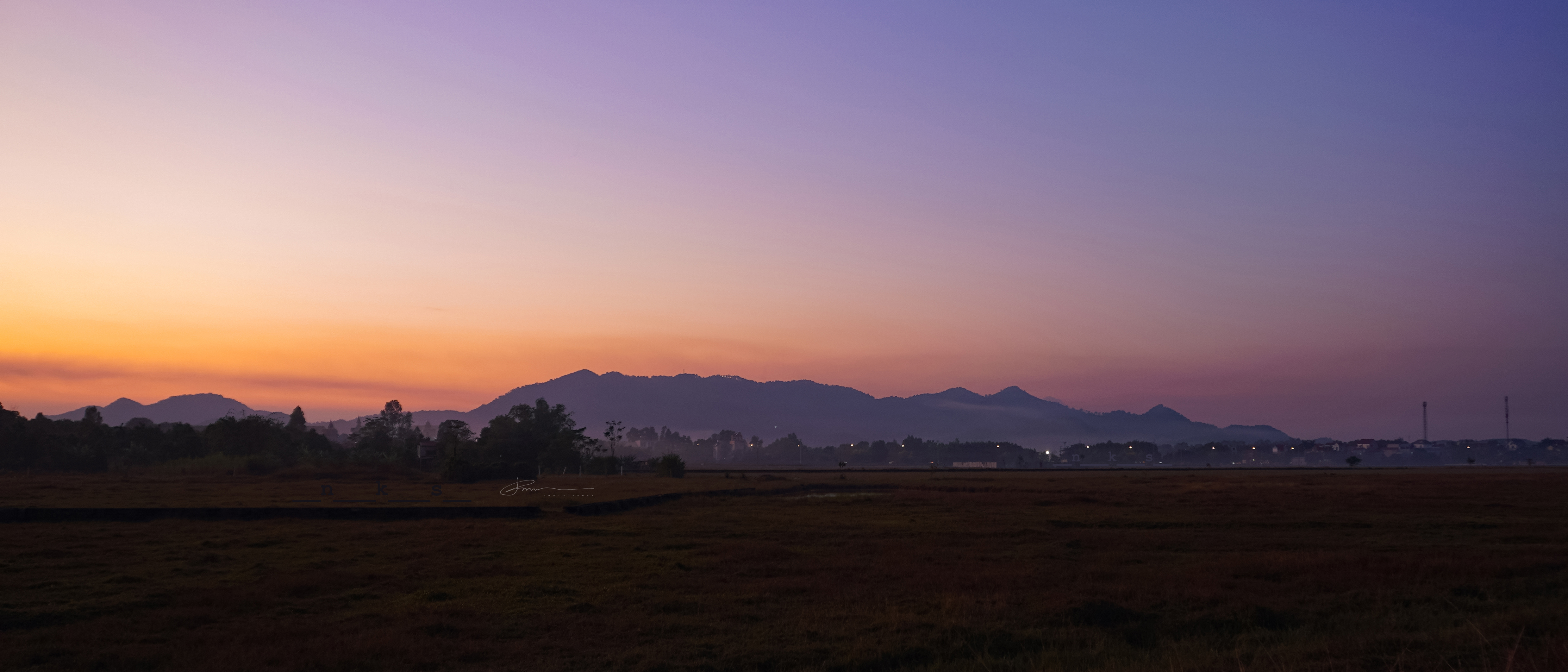
Toàn cảnh núi Sóc nhìn từ xã Tân Minh

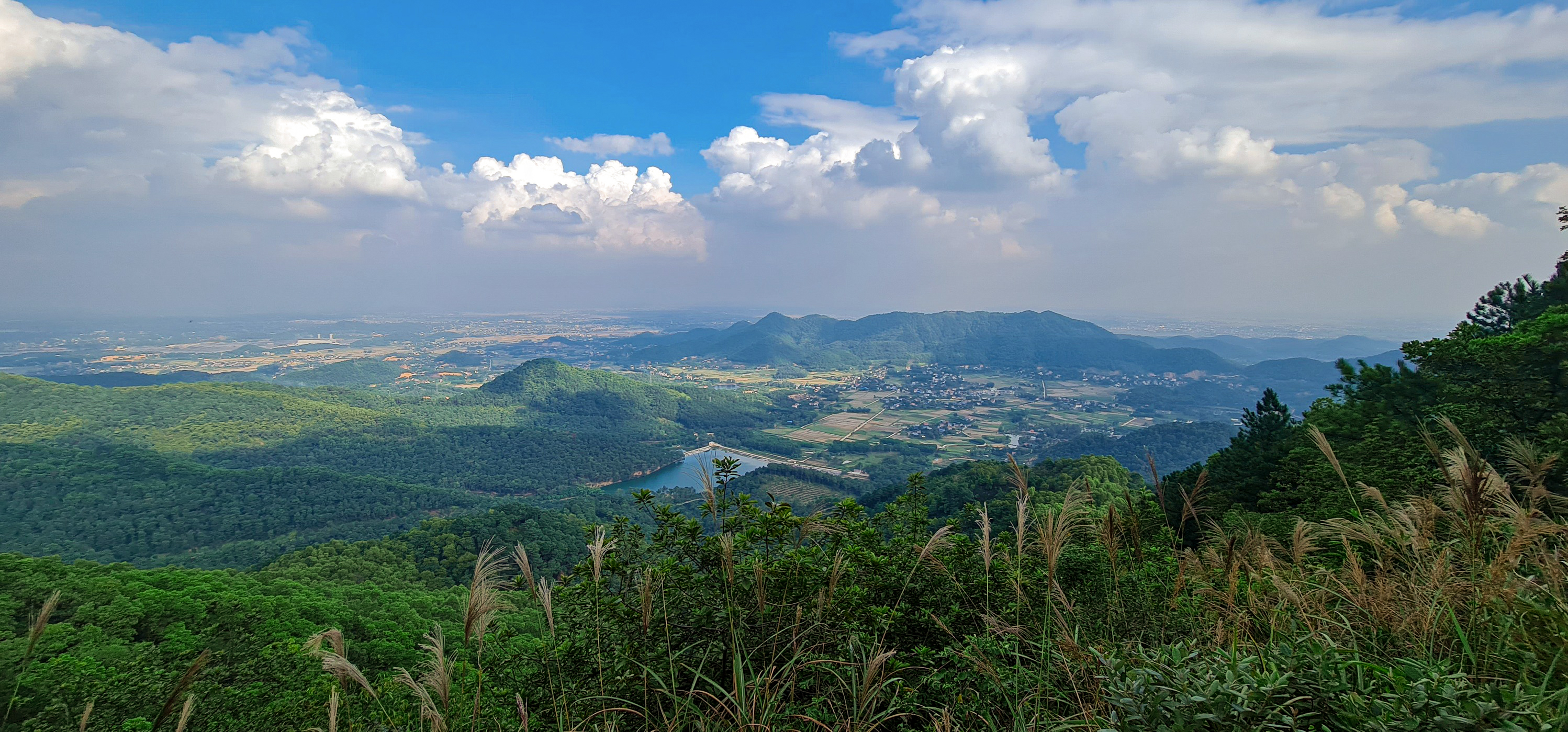
Toàn cảnh núi Sóc nhìn từ đỉnh Hàm Lợn

Núi Sóc trải dài khoảng 6 km theo hướng chính là Đông Bắc - Tây Nam, bao phủ một diện tích khoảng 15 km², nằm trên địa phận các xã Phù Linh, Nam Sơn, Quang Tiến, Tiên Dược và Hồng Kỳ. 
Núi Sóc bao gồm hai khối núi lớn và nhiều gò đồi nhỏ xung quanh, với đỉnh cao nhất là đỉnh Vệ Linh có độ cao tuyệt đối là 308 m. Đây là một phần của dãy Tam Đảo, hình thành bởi hoạt động núi lửa cách đây 230 triệu năm. Đất ở đây chủ yếu là feralit phát triển trên đá trầm tích.

## Núi Sóc trong văn hóa người Việt

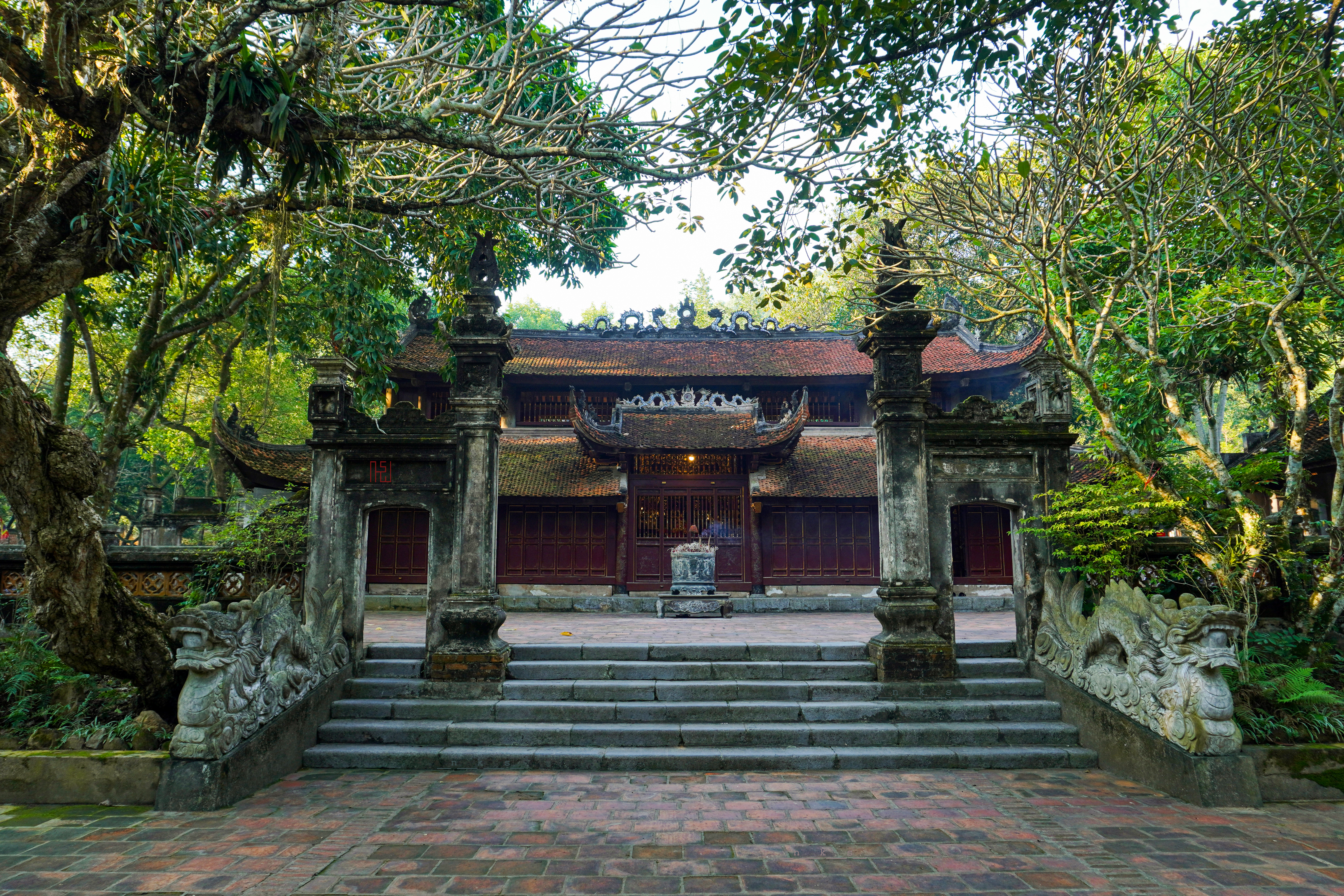
Đền Thượng thờ Thánh Gióng nằm trong quần thể di tích đền Sóc

Núi Sóc chiếm một vị trí quan trọng trong đời sống văn hóa tâm linh của người Việt. 
Theo truyền thuyết, đây là nơi Thánh Gióng bay về trời sau khi đánh đuổi giặc Ân. Các câu chuyện về Sóc Thiên Vương được ghi chép trong nhiều tài liệu cổ của dân tộc như Việt điện u linh tập, Lĩnh Nam chích quái, Đại Việt sử ký toàn thư,... Truyền thuyết có nhiều dị bản, nhưng về cơ bản đều có chi tiết Thánh Gióng sau khi đánh đuổi quân giặc đã cưỡi ngựa lên đỉnh núi Vệ Linh rồi bay thẳng lên trời, từ đó không thấy trở về nhân gian. 
Để ghi nhớ công ơn, người dân cho dựng đền ở dưới chân núi. Hội đền Sóc được tổ chức từ ngày mùng 6 - 7 tháng Giêng ẩn chứa nhiều giá trị văn hóa đa diện, độc đáo, tiêu biểu của dân tộc.
Ca dao có câu:
Nhất cao là núi Ba Vì
Thứ ba Tam Đảo, thứ nhì Độc Tôn.
Núi Độc Tôn (núi Sóc) dù thấp hơn hẳn Ba Vì và Tam Đảo về mặt địa lý, nhưng vì là nơi ngự của Phù Đổng Thiên Vương nên được dân gian xếp hàng thứ hai sau núi Ba Vì - nơi ngự của Tản Viên Sơn Thánh.

## Du lịch

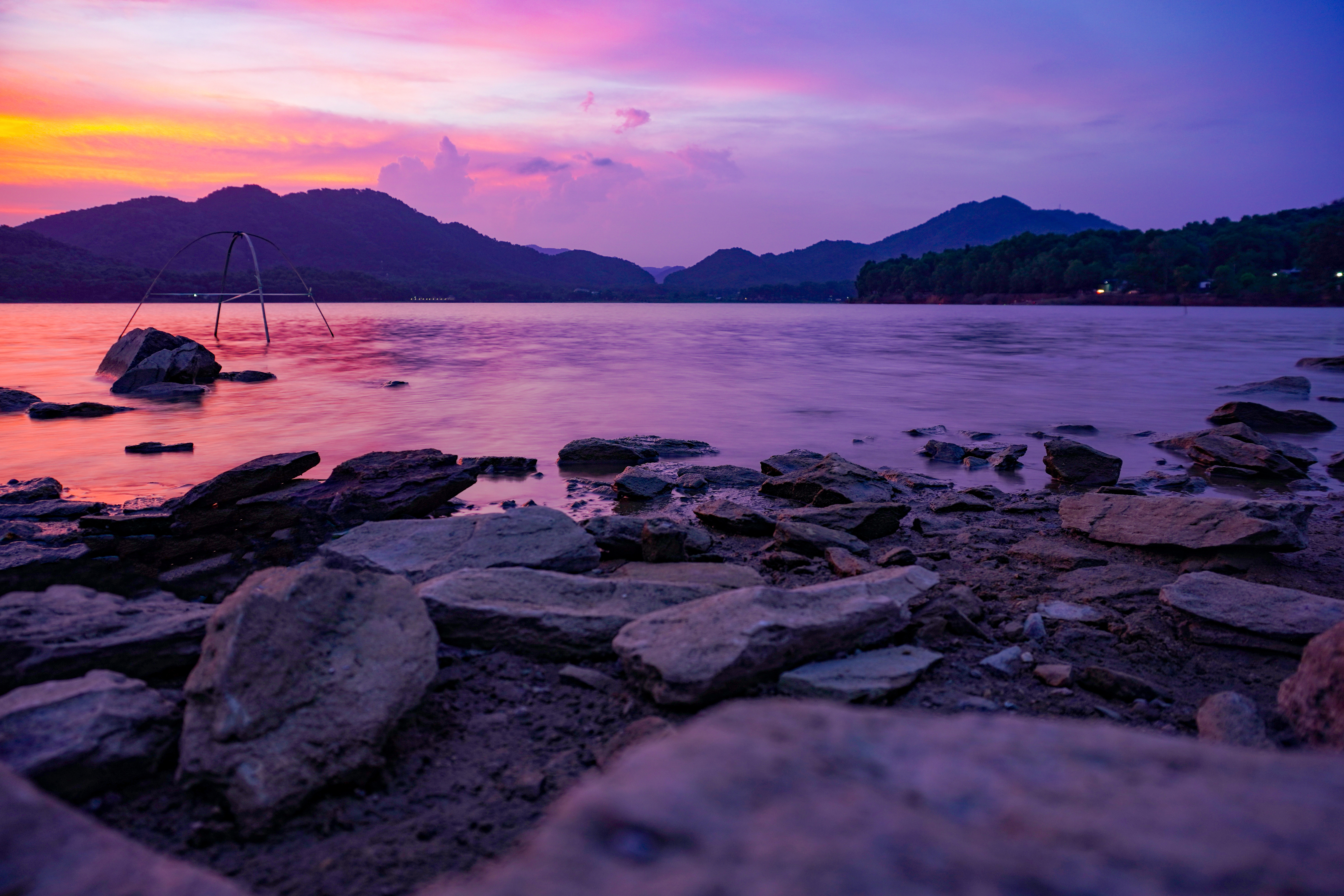
Hồ Đồng Quan dưới chân núi Sóc

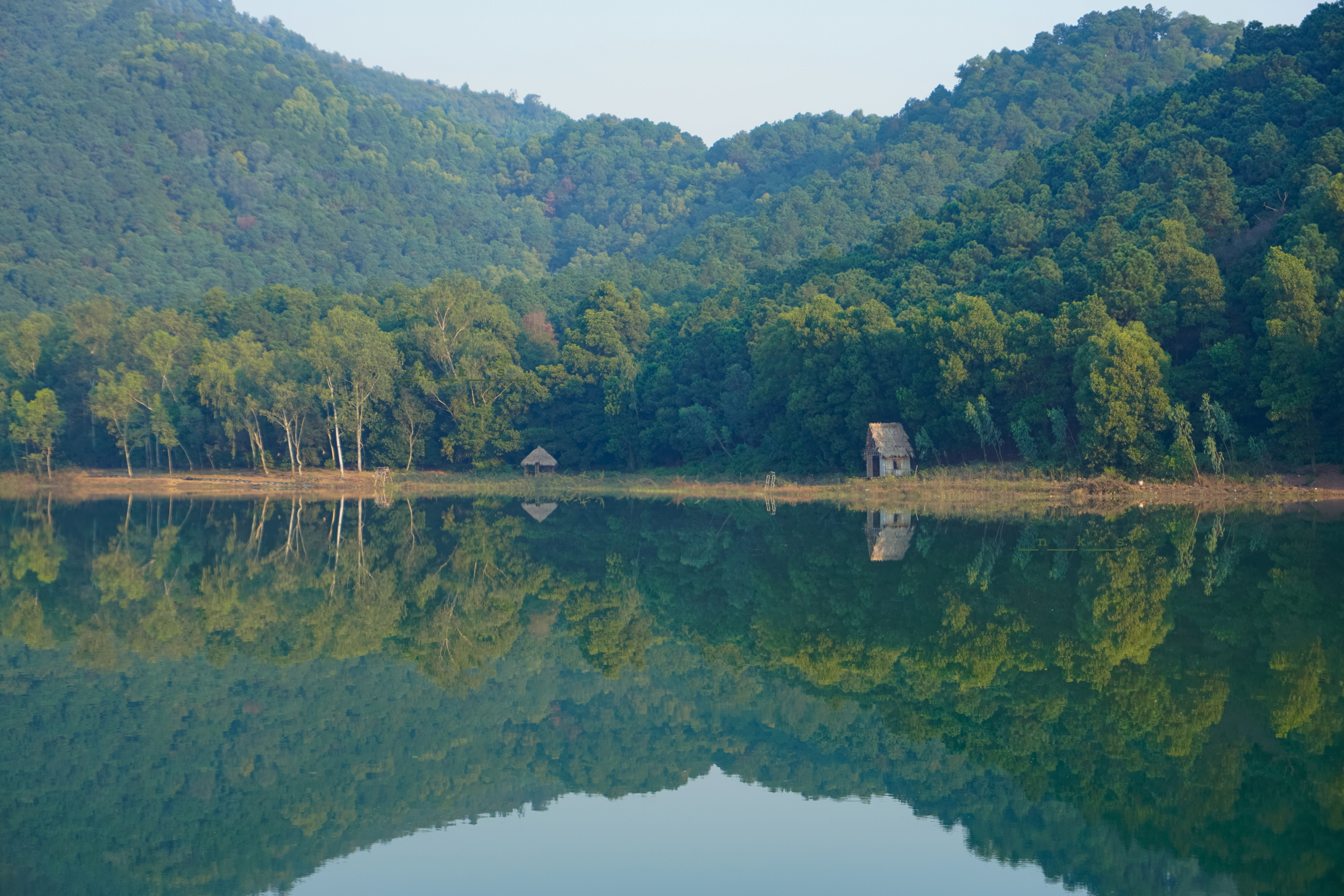
Hồ Núi Đền

### Tự nhiên
Sóc Sơn, với cảnh quan đẹp, không khí trong lành và vị trí gần so với trung tâm Hà Nội, từ lâu đã trở thành điểm dã ngoại phổ biến với các bạn trẻ và các gia đình nội thành Hà Nội.
Cảnh quan thiên nhiên vùng núi Sóc chủ yếu là rừng cây tự nhiên xen lẫn rừng trồng bao phủ đồi núi với những suối cạn; rừng thông rậm rạp được phủ kín bởi guột dưới mặt đất; và những khoảng đồi trống thường được sử dụng làm nơi cắm trại cho các nhóm đi dã ngoại. Dưới chân núi là nhiều hồ nước đẹp, trong đó có hồ Đồng Quan là hồ nhân tạo lớn nhất của huyện Sóc Sơn.
Trước đây, đỉnh Vệ Linh chỉ có đường mòn xuyên rừng đi lên, hiện nay, ngoài con đường lớn cho xe cơ giới dẫn lên tượng đài Thánh Gióng phục vụ du lịch, có 2 con đường khác được xây bậc thang bằng gạch, cho phép du khách trải nghiệm leo bộ lên đỉnh núi từ đền Sóc hoặc chùa Non Nước.

### Văn hóa

#### Đền Sóc
Đền Sóc nằm dưới chân núi Sóc, thuộc địa phận xã Phù Linh, thờ Phù Đổng Thiên Vương Thánh Gióng. 
Đền được Nhà nước xếp hạng là di tích lịch sử văn hóa quốc gia vào năm 1962 và xếp hạng là di tích quốc gia đặc biệt năm 2014. Năm 2010, UNESCO đã vinh danh Hội Gióng là Di sản văn hoá phi vật thể đại diện của nhân loại.

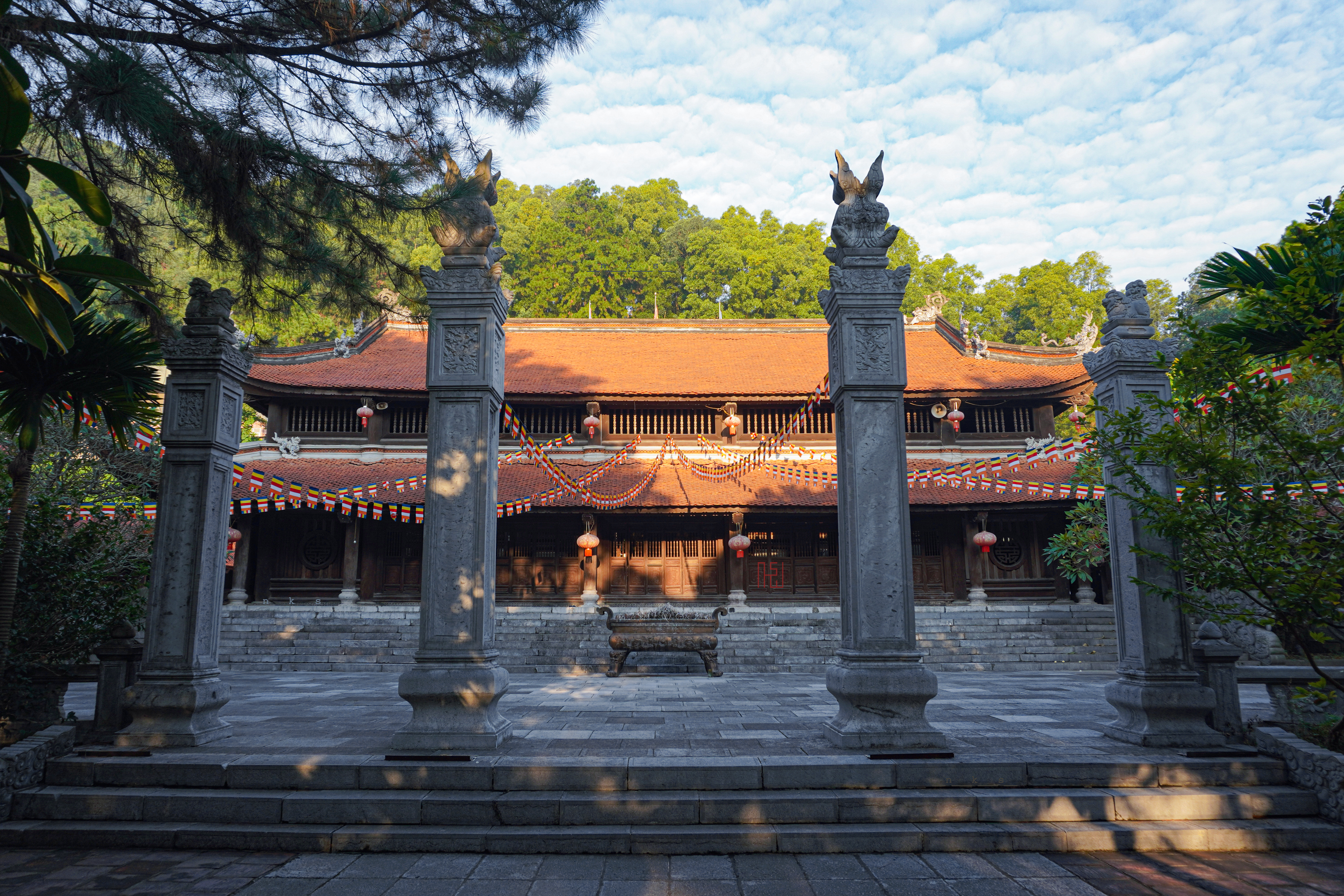
Chùa Non Nước

#### Chùa Non Nước
Chùa Non (tên chữ là Sóc Thiên Vương Thiền tự) nằm trong Quần thể di tích Đền Sóc, ở độ cao hơn 110m trên sườn núi Sóc. 
Theo Thuyền Uyển Tập Anh và Đại Việt sử ký toàn thư, vị thiền sư đầu tiên trụ trì chùa này tên là Ngô Chân Lưu (933-1011), hậu duệ của Ngô Quyền. Năm 971, được vua Đinh Tiên Hoàng phong hiệu Khuông Việt Quốc sư. Đó là vị thiền sư đầu tiên được Nhà nước phong kiến phong tặng danh hiệu Quốc sư. Lịch sử ghi nhận, vị Quốc sư này cùng Vạn Hạnh Thiền sư đã phù trợ đưa Lý Công Uẩn lên ngôi chấn hưng đất nước. Năm 1010 Lý Công Uẩn rời đô từ Hoa Lư - Ninh Bình ra Thăng Long mở đầu cho thời kỳ hưng thịnh nhất của lịch sử Nhà nước phong kiến Việt Nam. Khuông Việt Quốc sư trở thành Việt Nam tam triều Quốc sư (trải ba triều Đinh - Lê - Lý). 
Chùa Non Nước đã được xây dựng lại, trở thành một trong những ngôi chùa lớn của Hà Nội. Pho tượng Phật tổ Như Lai bằng đồng đúc liền khối nặng 30 tấn, cao 6,50 m, nếu kể cả bệ đá, chiều cao hơn 8 m được khởi công ngày 8-4 Tân Tỵ (2001) được rước từ cơ sở đúc đồng huyện Ý Yên, tỉnh Nam Định về Sóc Sơn, an tọa tại chùa Non Nước.

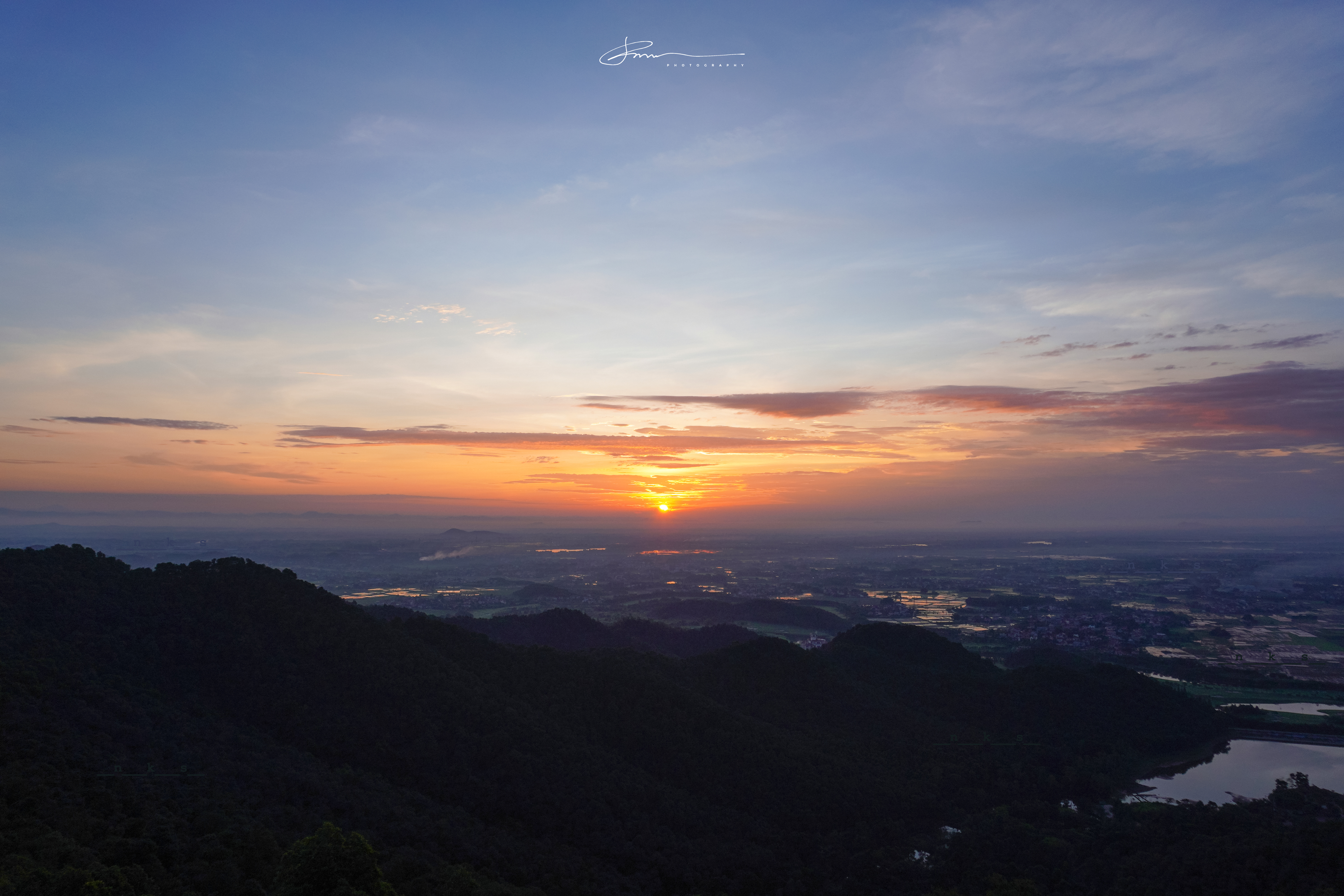
Quang cảnh bình minh trên đỉnh núi

#### Tượng đài Thánh Gióng

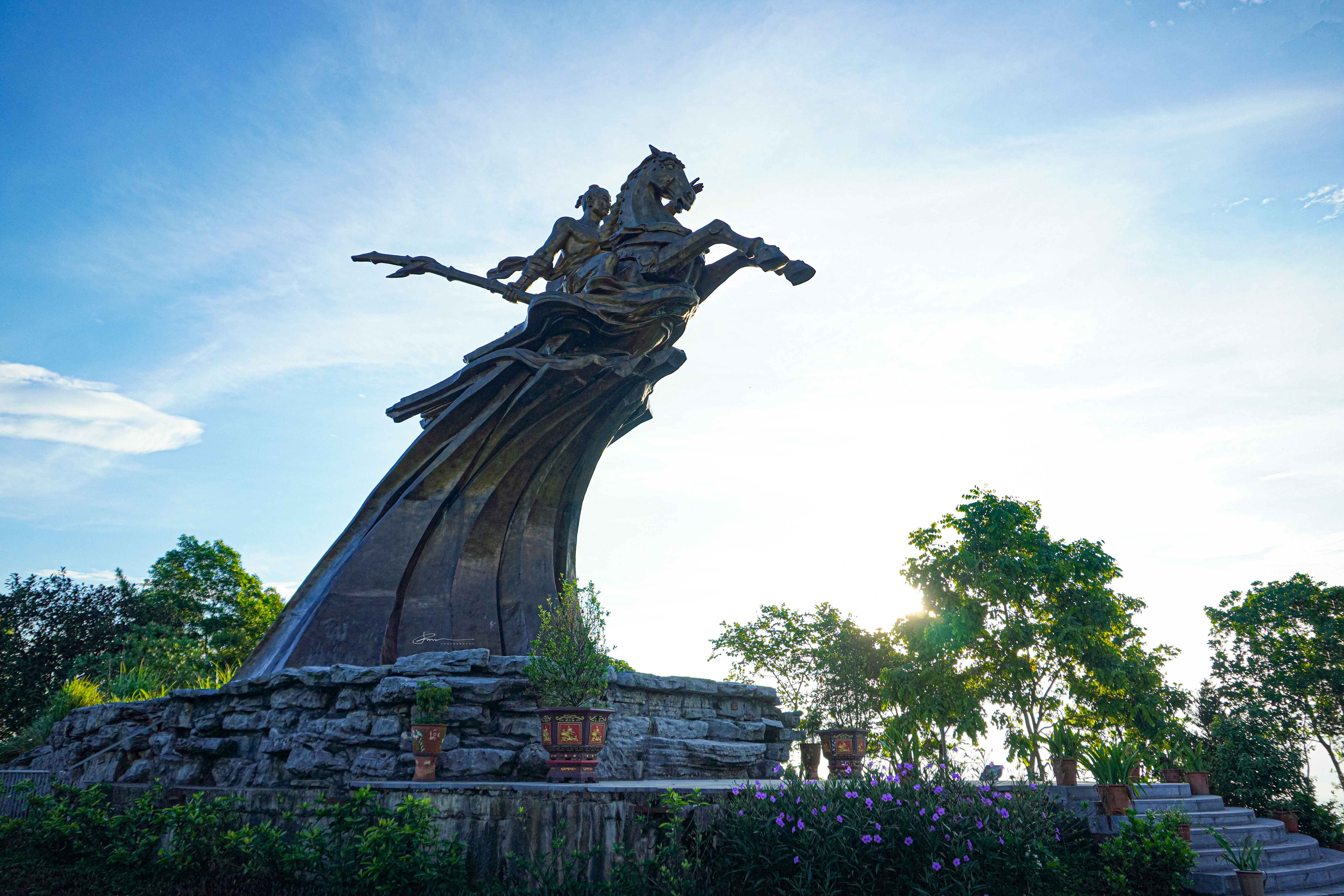
Tượng đài Thánh Gióng

Tượng đài Thánh Gióng nằm trên đỉnh Vệ Linh, được xây dựng năm 2008 và khánh thành năm 2010 chào mừng Đại lễ 1000 năm Thăng Long – Hà Nội. Tượng được xây dựng để tưởng nhớ công đức của Phù Đổng Thiên Vương. 
Tượng đúc bằng đồng nguyên chất, cao 11 m và nặng 85 tấn, hướng về phía Nam. Khu tượng đài Thánh Gióng nằm trên đỉnh núi Sóc ở độ cao khoảng 300 m, gồm sân hành lễ rộng 1500 m², nhà phương đình và một số công trình phụ trợ như nhà quản lý, bãi đậu xe, chòi nghỉ chân,... Có 3 lối đi dẫn lên khu tượng đài, gồm 1 đường lớn trải nhựa dành cho xe cơ giới và 2 lối nhỏ được làm bậc thang lát đá, cho phép du khách leo bộ từ đền Sóc hoặc chùa Non Nước.

## Hình ảnh

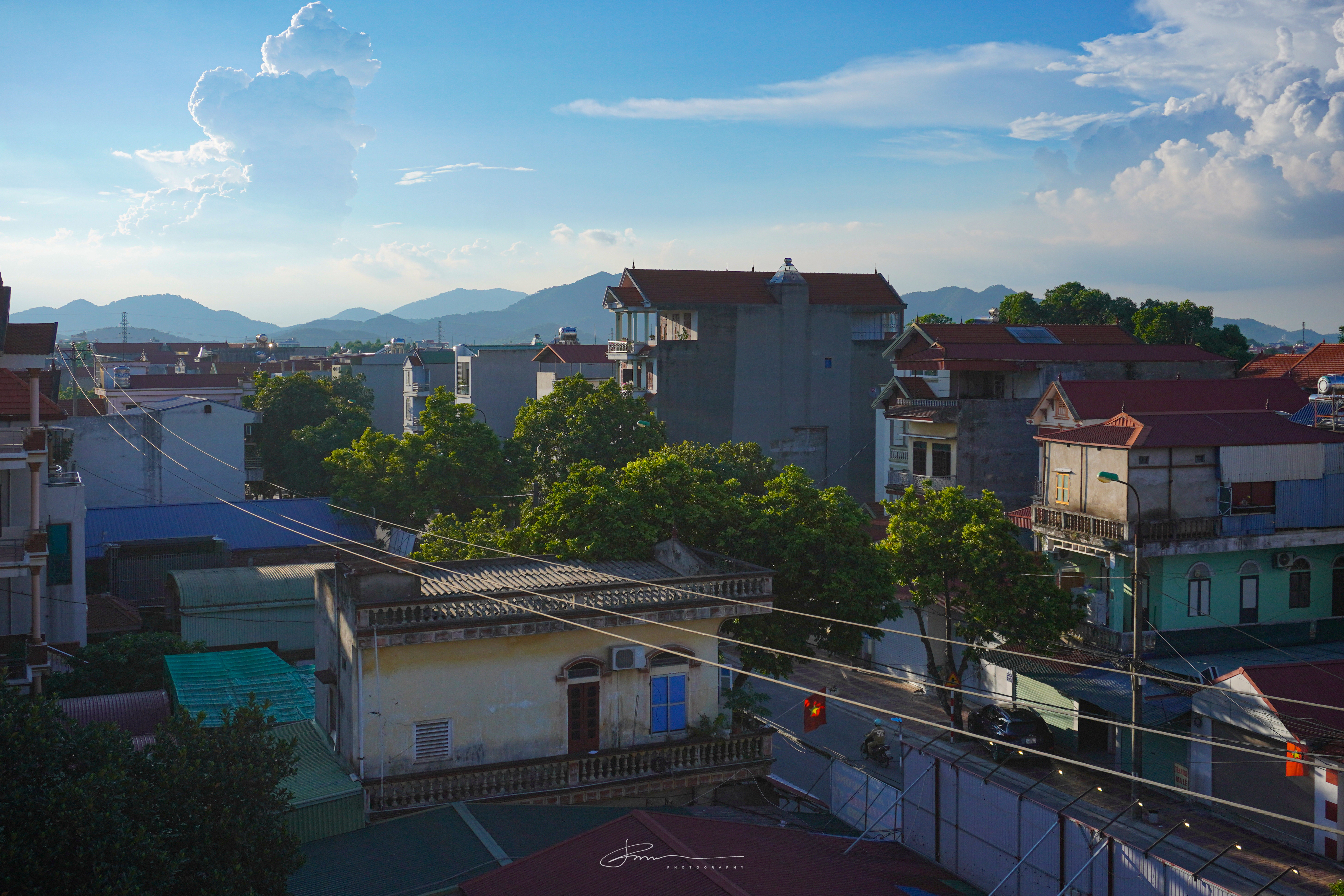
Núi Sóc nhìn từ thị trấn Sóc Sơn
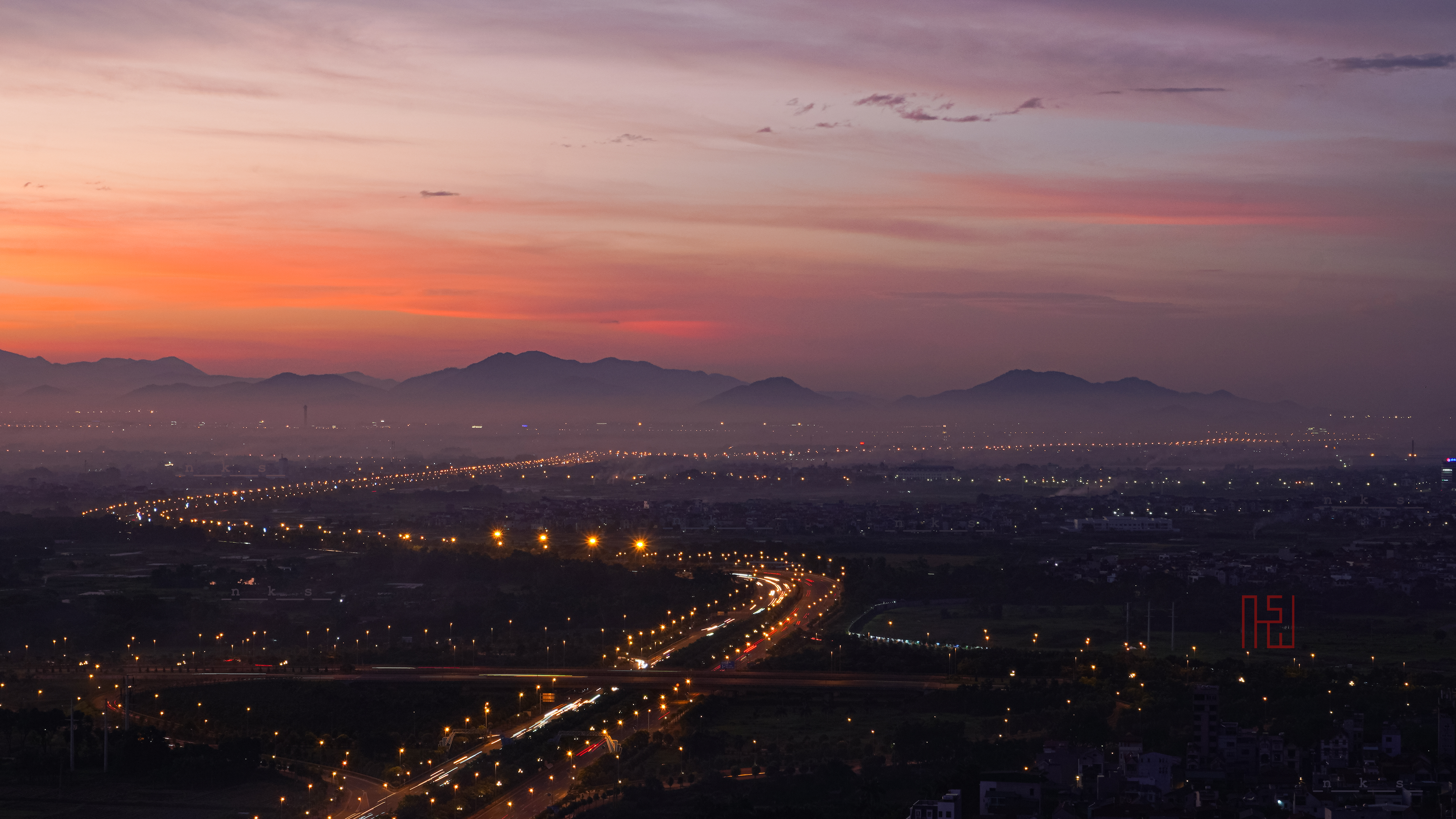
Núi Sóc (phải) và núi Hàm Lợn (trái) nhìn từ nội thành Hà Nội
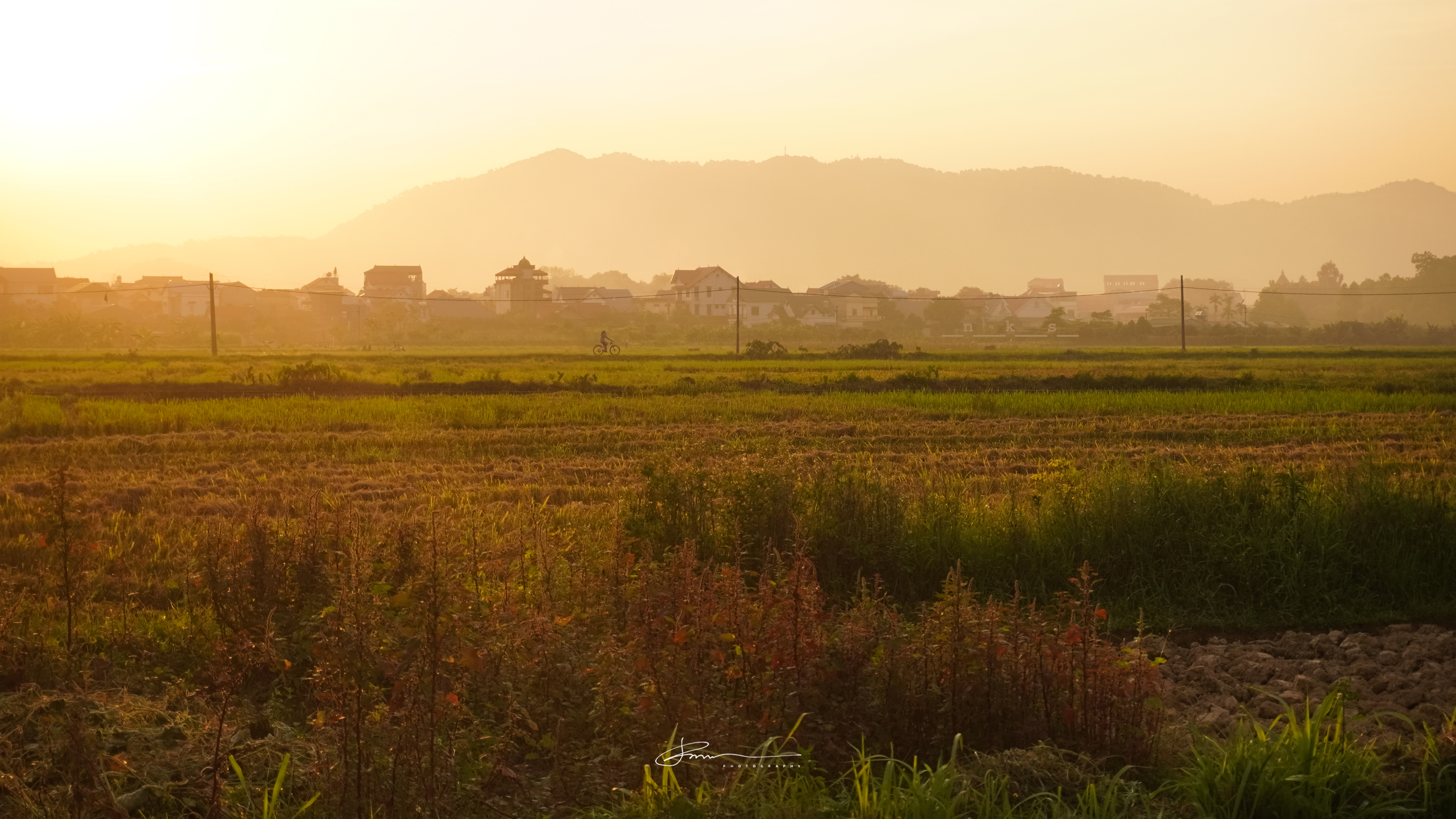
Cánh đồng ở xã Tân Minh và núi Sóc
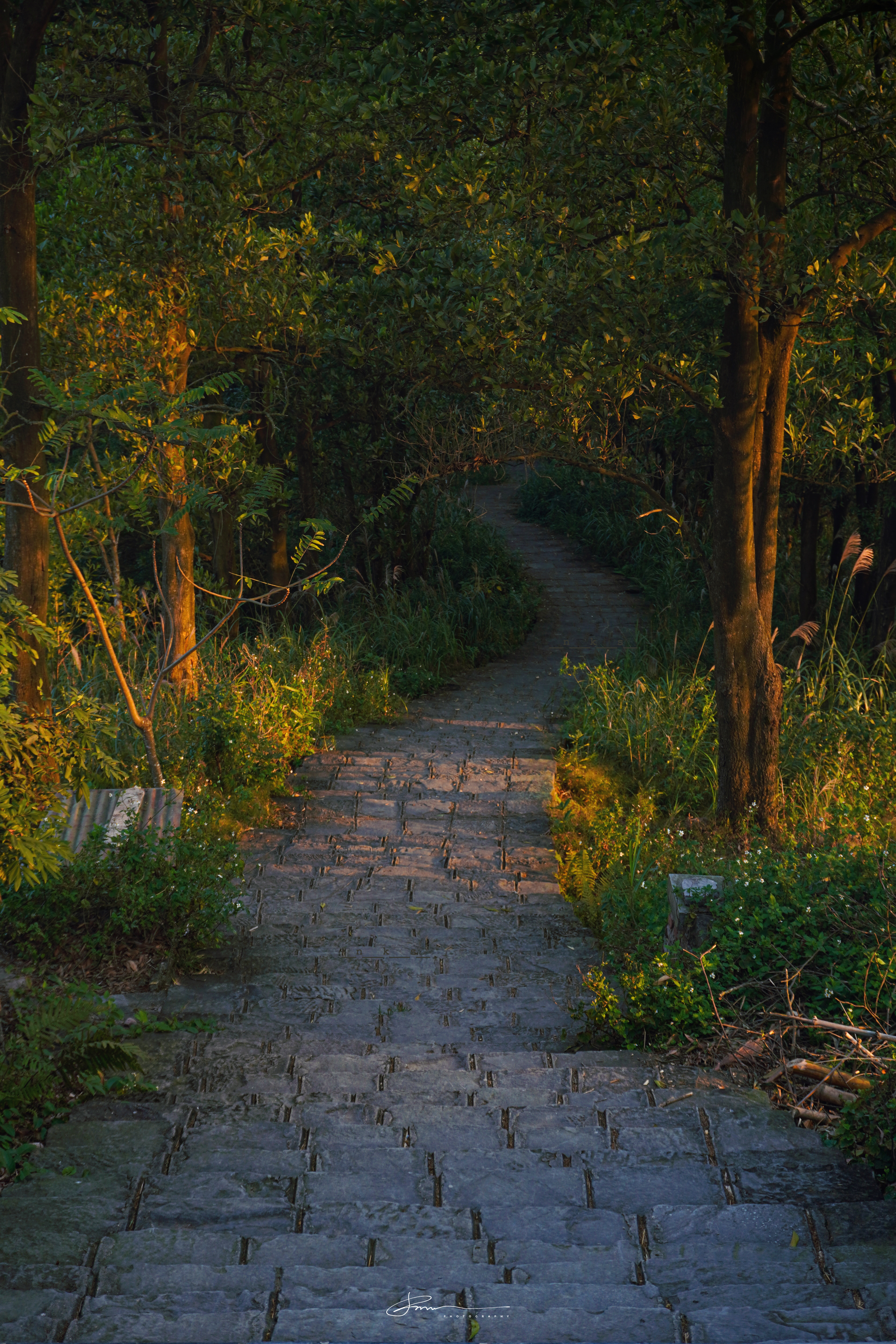
Bậc thang dẫn từ đỉnh Vệ Linh xuống đền Sóc
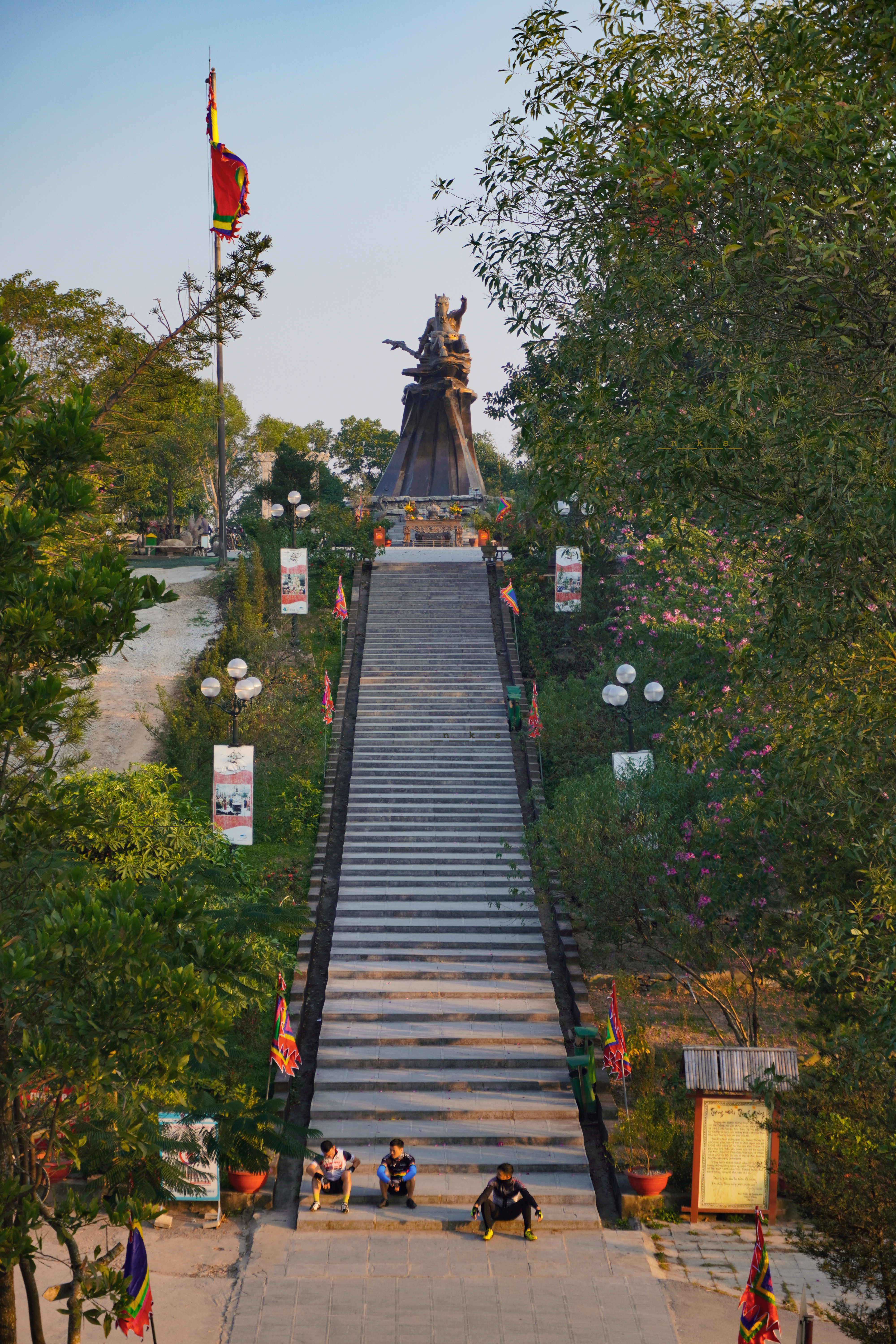
Khu tượng đài trên đỉnh núi
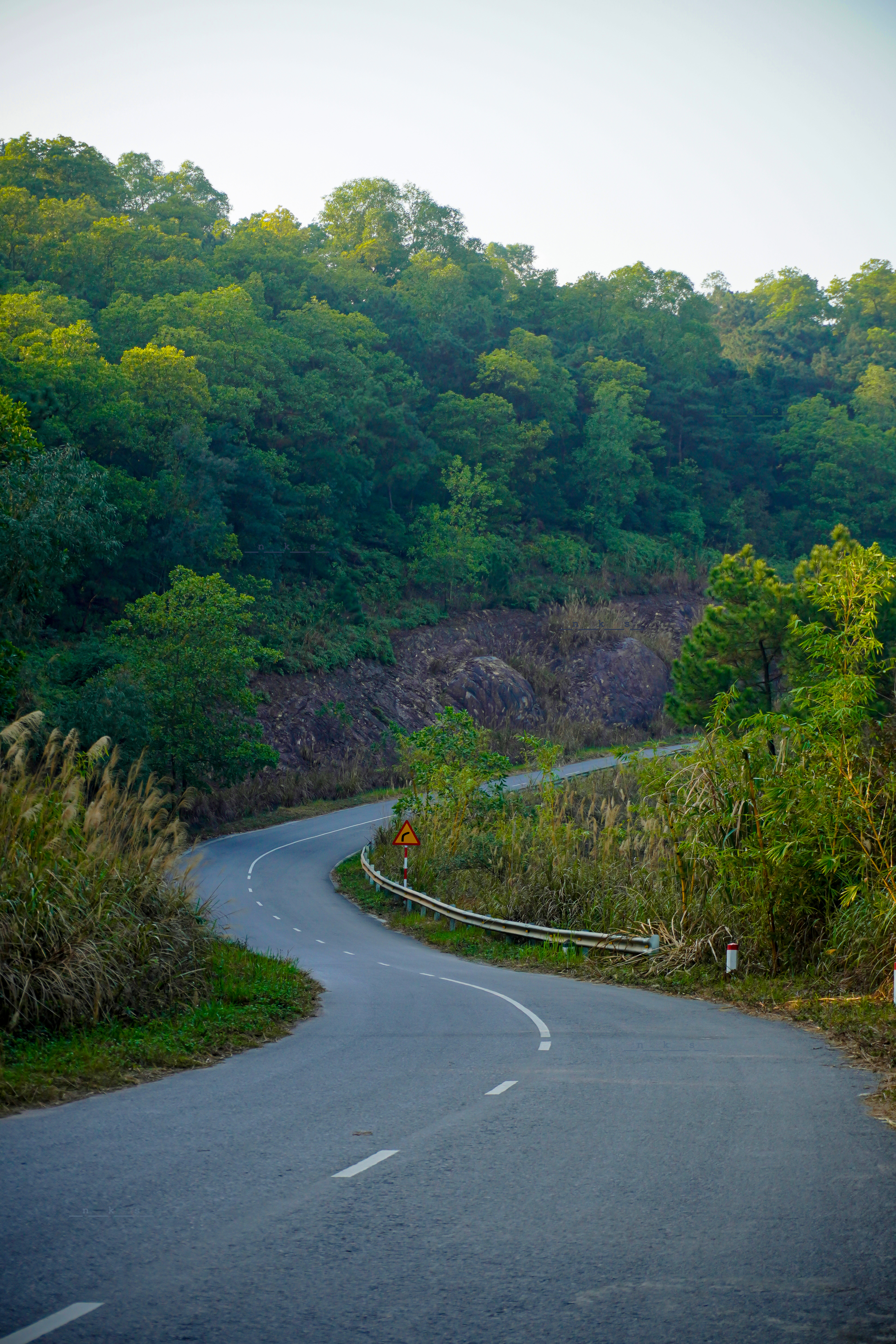
Một đoạn đèo trên đường lên đỉnh núi
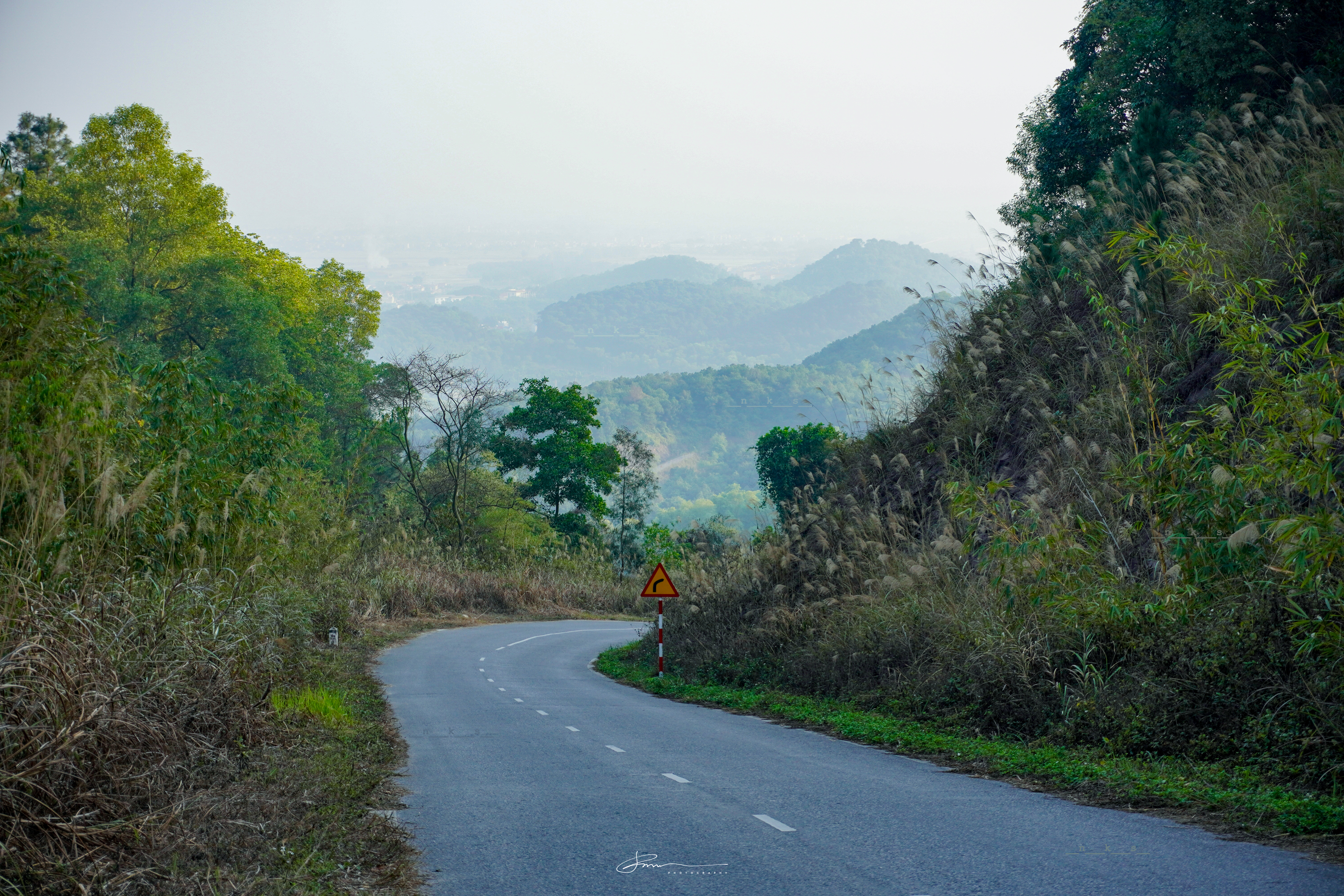
Một đoạn đèo trên đường lên đỉnh núi
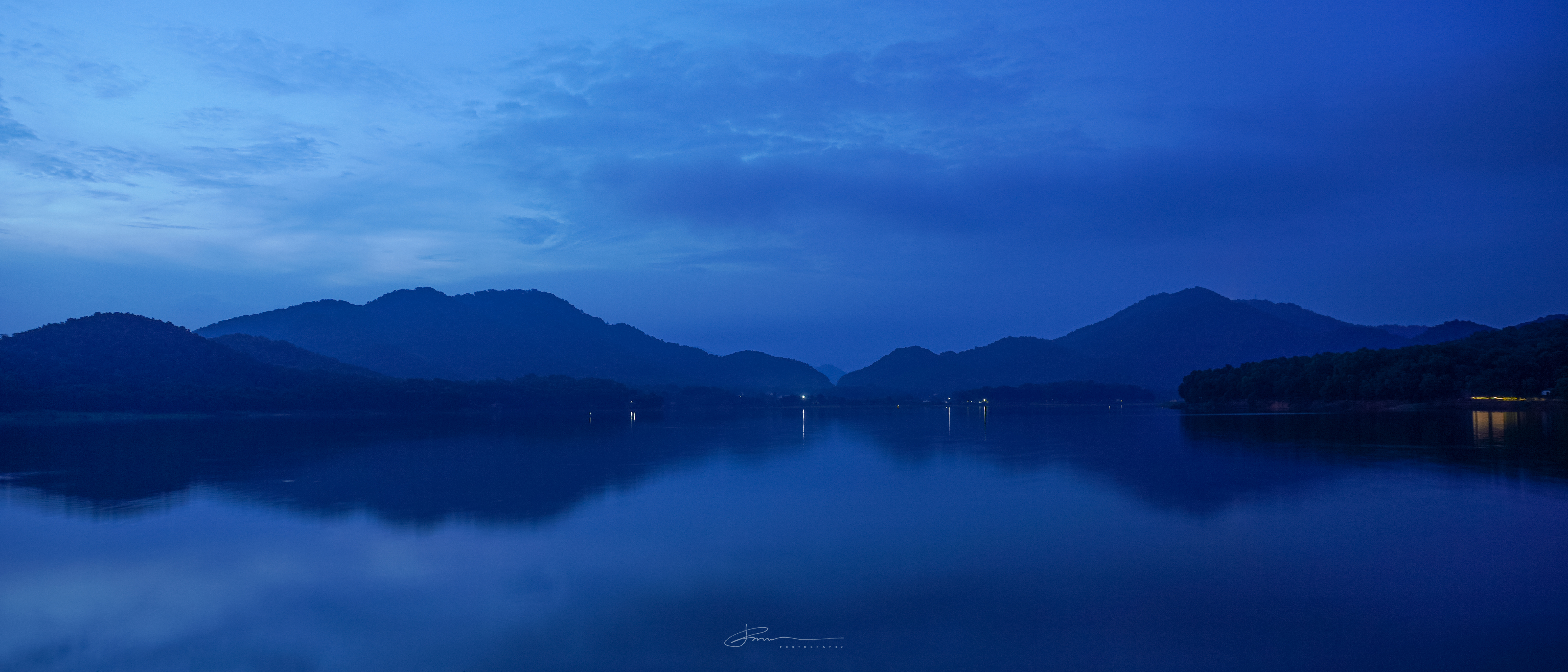
Núi Sóc nhìn từ hồ Đồng Quan
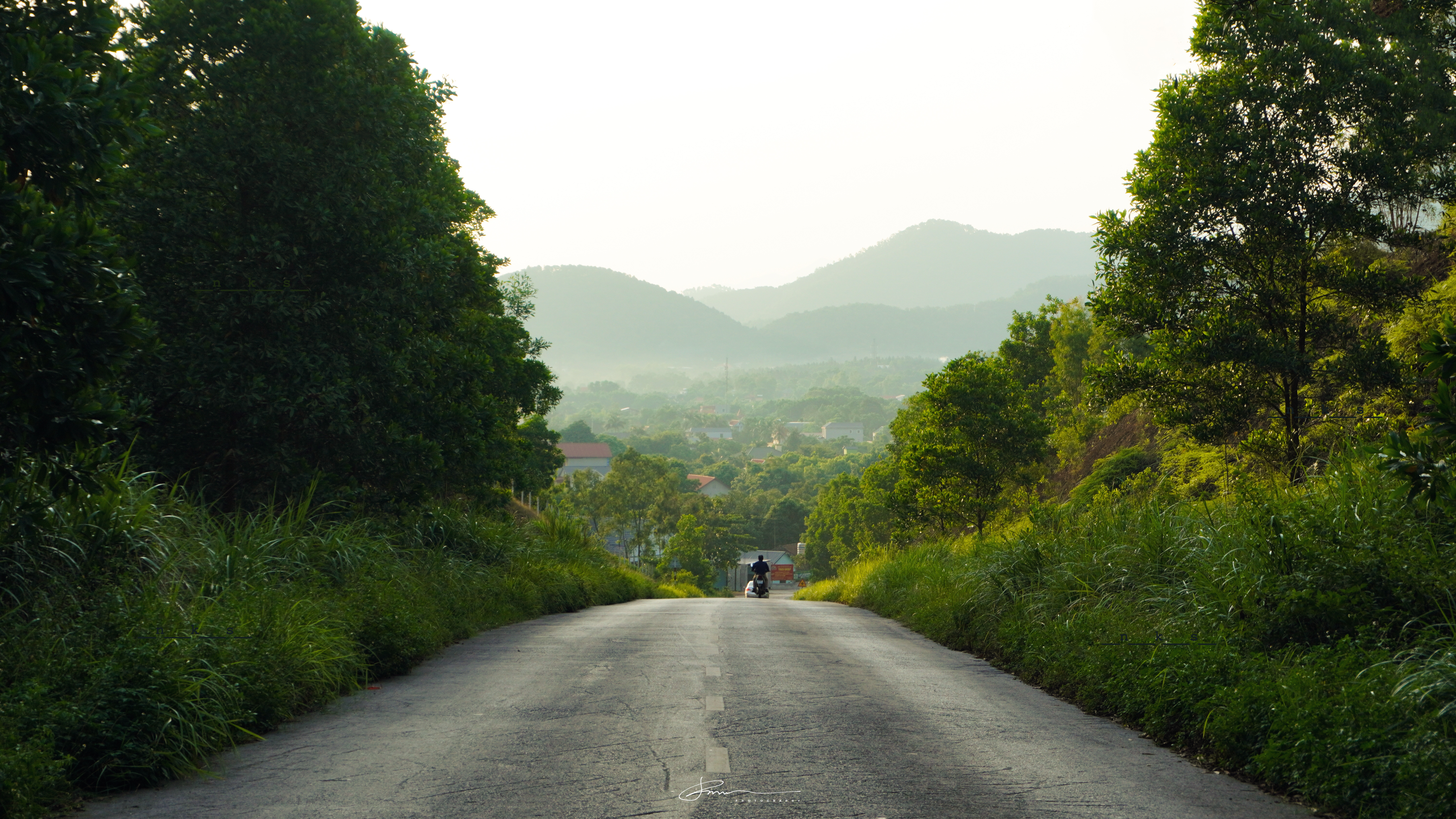
Dốc Dây Diều
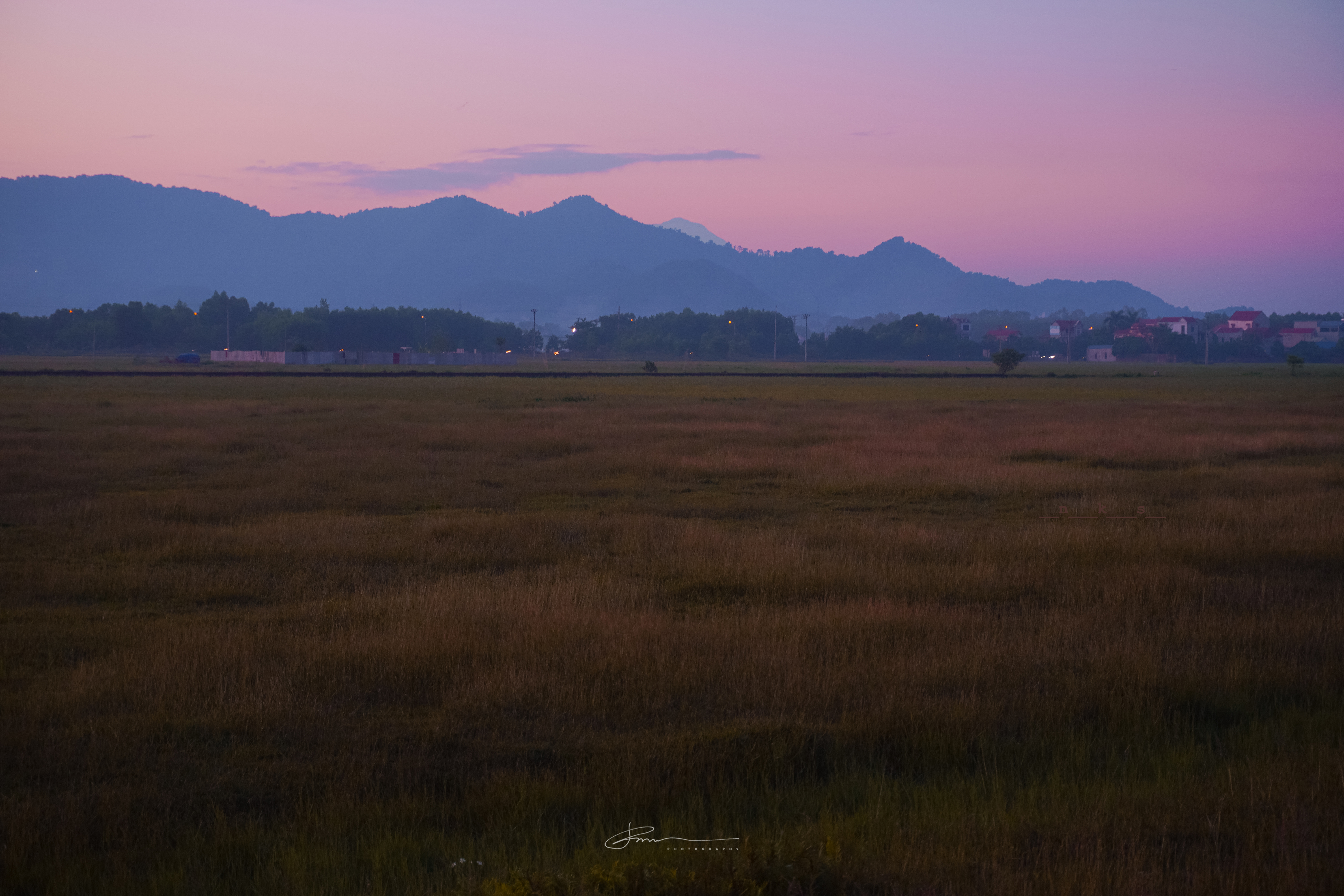
Núi Sóc trong hoàng hôn hàng hải